# Neumichtis confundens
Neumichtis confundens är en fjärilsart som beskrevs av Walker 1857. Neumichtis confundens ingår i släktet Neumichtis och familjen nattflyn. Inga underarter finns listade i Catalogue of Life.